# Serinus corsicanus
Serinus corsicanus là một loài chim trong họ Fringillidae.